# أل بوكانان
أل بوكانان هو لاعب هوكي الجليد كندي، ولد في 17 مايو 1927 في وينيبيغ في كندا، وتوفي في 17 يناير 1994.

## وصلات خارجية
- أل بوكانان على موقع دوري الهوكي الوطني (الإنجليزية)
- أل بوكانان على موقع قاعة مشاهير الهوكي (لاعب أن.إتش.أل) (الإنجليزية)
- أل بوكانان على موقع EliteProspects.com (الإنجليزية)
- أل بوكانان على موقع HockeyDB.com (الإنجليزية)
- أل بوكانان على موقع Hockey-Reference.com (الإنجليزية)